# 高以亜希子
高以 亜希子（たかい あきこ、1978年8月22日 - ）は、日本のモデル、タレント、女優。モラドカンパニー所属。所属事務所は、かつては仙台SOSモデルエージェンシー時代のモラドカンパニーやボックスコーポレーションに所属していた。

## 経歴
- 1998年（平成10年）、カネボウ水着キャンペーンガール。
- 1999年（平成11年）、フジテレビビジュアルクイーン。

## 主な出演作品

### テレビドラマ
- Over Time-オーバー・タイム 平田景子 役（1999年1月4日、フジテレビ系列）
- コワイ童話 人魚姫 2話 久美 役（1999年5月24日、TBS系列）
- OUT〜妻たちの犯罪〜 3話 婦人警官 役（1999年10月26日、フジテレビ系列）
- 新・お水の花道 さき役（2000年4月10日、フジテレビ系列）
- ショムニ 11話 OL役（2000年6月21日、フジテレビ系列）
- 天国に一番近い男 教師編 最終話（2001年6月29日、TBS系）
- 科捜研の女4 7話 里子 役（2002年9月12日、テレビ朝日系列）
- 帰ってきたロッカーのハナコさん（2003年10月 - 11月、NHK）
- 四谷くんと大塚くん/天才少年探偵登場の巻 婦人警官役（2004年7月21日、TBS系列）
- 新春ドラマスペシャル 負け犬の遠吠え（2005年1月8日、日本テレビ系列）
- 新・風のロンド 野代（生田）悠子 役（2006年1月5日〜3月31日、東海テレビ制作、フジテレビ系列）
- 水戸黄門 第35部第14話「仇が教えた命の重さ」橘喜世役（2006年1月23日、TBS系列）
- 金曜プレステージ「新・祇園芸妓シリーズ3～祇園芸妓VS京都女優 京都花嫁衣裳殺人事件」（2008年2月8日、フジテレビ）

### その他のテレビ番組
- 大好き!東京ゲスト10（2000年7月〜2001年3月、TBS系列）
- MLBスタジアム（2001年7月21日〜24日、BS-i）
- EVER SPORTS（2011年4月12日〜、東北放送）MC

### Vシネマ
- 外道 おとこ唄シリーズ（2002年）

### CM
- ユニマットレディス（CFJ）
- コカ・コーラ「ココロが踊りだす」（日本コカ・コーラ）、1999年
- Blendy 挽きたてカフェ（味の素ゼネラルフーヅ）、2000年
- スーパーマイルド シャンプー（エフティ資生堂）、2002年
- JAL TOURS マジカルファンタジーツアー（日本航空）、2003年
- ワンデー アキュビュー（ジョンソン・エンド・ジョンソン）、2004年
- @FreeD（NTTドコモ）、2004年
- リステリン「ポケットパック」（ファイザー）、2004年-2006年3月
- プリウス（トヨタ自動車）、2005年-2005年8月、（WEBムービー）
- ファンケル、2005年-

## リリース作品

### ビデオ・DVD
- My Sweet Memory（ポニーキャニオン）、1999年8月18日発売（DVDは1999年9月17日発売）